# Почтово-багажный поезд
Почтово-багажный поезд — особый поезд, предназначенный для перевозки почты и багажа по железной дороге и имеющий в своём составе преимущественно почтовые и багажные вагоны. Формируется из пассажирских вагонов, предназначенных для перевозки почты, багажа и грузобагажа, а также отдельных пассажирских вагонов, для перевозки пассажиров.

## Описание
Поезда этого типа курсируют по определённым маршрутам и по специальному расписанию. Они состоят из почтовых и багажных (почтово-багажных вагонов), в которых транспортируют почтовые отправления и закрытые почтовые вещи (письма, бандероли, посылки), а также багаж. Кроме того, в состав почтово-багажного поезда ставятся служебные вагоны, вагоны для перевозки спецконтингента, а также вагоны пассажирского парка, следующие в ремонт или из ремонта. Могут также включаться пассажирские вагоны. По некоторым сведениям, в середине 90х годов в состав почтово-багажных поездов в порядке эксперимента ставились пятивагонные рефрижераторные секции, обычно, ZB-5, с адаптированной для эксплуатации в составе пассажирского поезда тормозной системой.

## История и современность
5 июня 1962 года состоялись первые рейсы почтово-багажных поездов из Москвы в города Баку, Владивосток, Днепропетровск, Киев, Ташкент.
Почтово-багажные поезда регламентировались в советском ГОСТе для почтовых услуг (ГОСТ 16408-80). В современной России этим поездам в железнодорожных расписаниях даётся нумерация от 901 до 990.